# Lesław Huppenthal
Lesław Dariusz Marian Huppenthal (ur. 19 grudnia 1923 w Toruniu, zm. 30 października 2010 tamże) – polski chemik specjalizujący się w fizykochemii polimerów i termodynamice związków wielkocząsteczkowych. 

## Życiorys
W 1947 roku zdał w trybie eksternistycznym maturę w Gimnazjum im. Kopernika w Toruniu. W 1949 roku został zatrudniony na stanowisku zastępcy asystenta w Katedrze Chemii Ogólnej Uniwersytetu Mikołaja Kopernika. Studia chemiczne ukończył w 1952 roku, a stopień doktora uzyskał w 1962 roku. Tematem jego rozprawy doktorskiej była Adsorpcja kwasu polimetakrylowego na węglu aktywowanym, a promotorem Alina Ulińska. W latach 1963–1964 przebywał na stażu naukowym na Uniwersytecie w Uppsali. Stopień doktora habilitowanego uzyskał w 1968 roku na podstawie rozprawy Konformacja trójmaślanu celulozy w roztworach ketonu metylowo-etylowego oraz trójmaślanu gliceryny. W 1968 roku objął stanowisko docenta, a w 1991 roku profesora nadzwyczajnego w Katedrze Chemii Ogólnej UMK. 
Pełnił funkcję kierownika Wieczorowego Studium Chemii (w latach 1973-1979) oraz Zaocznego Studium Chemii dla Nauczycieli. W 1994 roku przeszedł na emeryturę. 

## Odznaczenia
- Nagroda Ministerstwa Nauki i Szkolnictwa Wyższego (1965)
- Medal Komisji Edukacji Narodowej (1982)

## Wybrane publikacje
- Konformacja trójmaślanu celulozy w roztworach ketonu metylowo-etylowego oraz trójmaślanu gliceryny (1967, rozprawa habilitacyjna)
- Ćwiczenia laboratoryjne z chemii ogólnej i analitycznej dla studentów I i II roku biologii. Cz. 2, Chemia analityczna (1968, współautor)
- Chemia ogólna i analityczna dla studentów biologii (1983, wspólnie ze Zbigniewem Wojtczakiem i Alicją Kościelecką)
- Roztwory polimerów (2008, ISBN 978-83-231-2295-1)